# NGC 578
NGC 578 je galaksija u zviježđu Kit.

## Vanjske poveznice
- SEDS: NGC 0578